# Gotówkowa wartość dodana
Gotówkowa wartość dodana (CVA)
to różnica między przepływami pieniężnymi, jakie powinna generować firma, aby pokryć koszty kapitału, a przepływami gotówki aktualnie osiąganymi.
CVA jest jednym z mierników informującym czy firma kreuje nową wartość. Inne to:
- EVA (Ekonomiczna wartość dodana);
- MVA (Rynkowa wartość dodana);
- SVA (Wartość dodana dla właścicieli);